# Щербаковский, Стефан Васильевич
Стефан (Степан) Васильевич Щербаковский (1874—1918) — русский военный полковой священник, протоиерей. Пятый по счёту священник РПЦ, награждённый орденом Святого Георгия 4-й степени.

## Биография
Степан Щербаковский родился 2 августа 1874 года в Одессе (или вблизи Одессы), сын псаломщика.

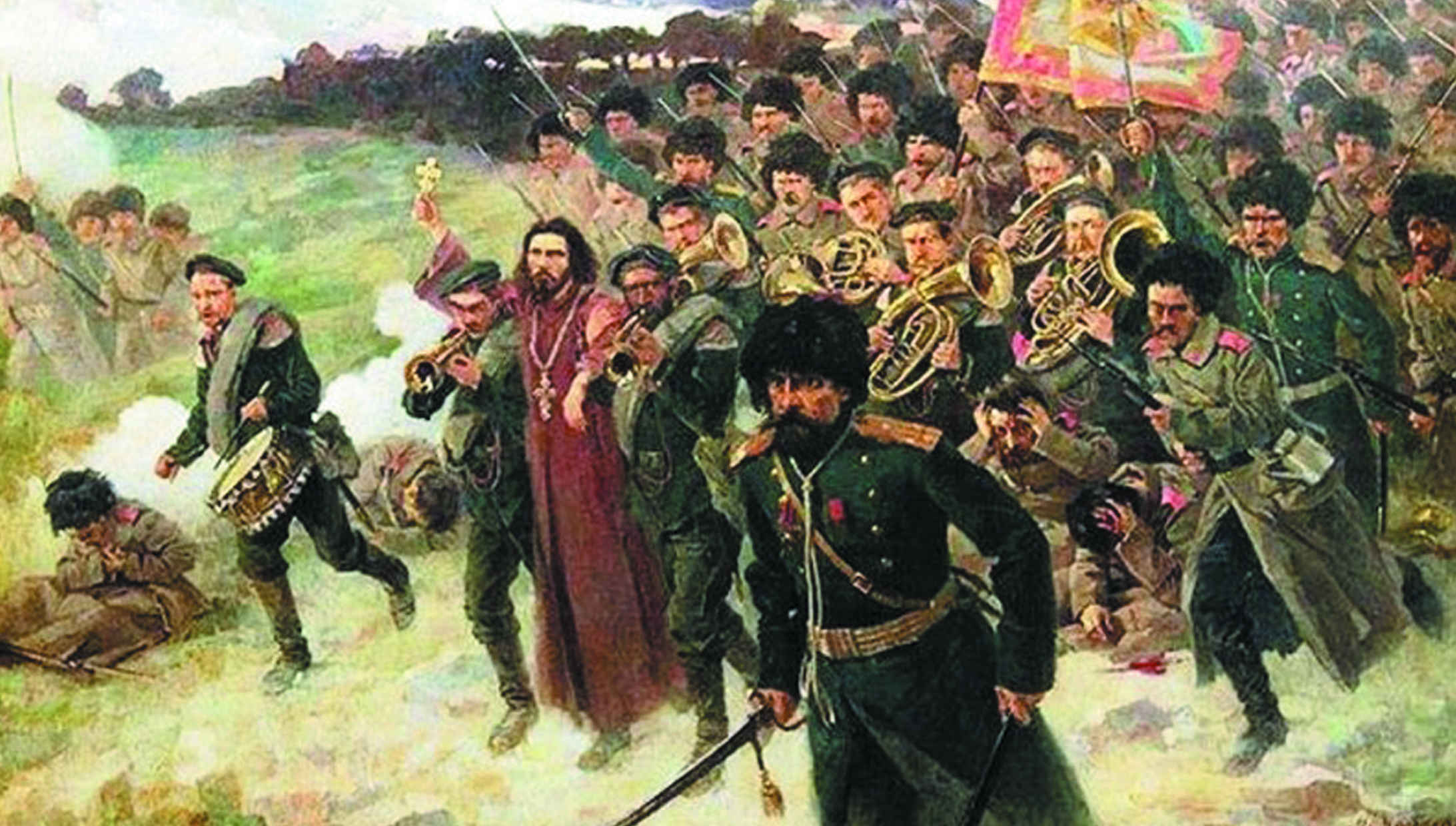
Стефан Щербаковский в бою под Тюренченом (1904 год)

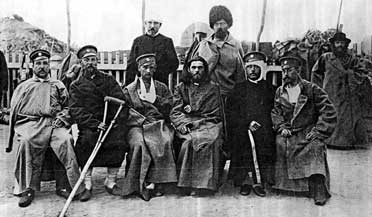
Раненые под Тюренченом, 1904 год. Четвёртый слева в первом ряду — Стефан Щербаковский.

Окончил Одесскую духовную семинарию в 1896 году.
В 1896—1898 годах — псаломщик, в 1898—1901 — священник Епархиального ведомства.
C 1901 года — полковой священник (иерей) Русской императорской армии, 11-го Восточно-Сибирского стрелкового полка, где служил до 1906 года.
Участник Русско-японской войны, в частности, Тюренченского боя в Маньчжурии, где был дважды ранен, став пятым православным священником, удостоившимся награждения орденом Св. Георгия. После ранения находился на излечении в Харбине, а его жена оставалась сестрой милосердия в Порт-Артуре.
C 1906 по 1910 годы учился в Санкт-Петербургской духовной академии, кандидат богословия. Одновременно с учёбой служил священником.
После окончания академии служил:
- Санкт-Петербург, церковь во имя Св. мученика Мирона лейб-гвардии Егерского полка (1906), иерей
- Санкт-Петербург, домовой храм Протопресвитера военного и морского духовенства (1906—1910), иерей
- Санкт-Петербург, церковь Правв. Захарии и Елизаветы при лейб-гвардии Кавалергардском полку (1910—1912), иерей
- В 1912 году был возведен в сан протоиерея.
- Санкт-Петербург, церковь Правв. Захарии и Елизаветы при лейб-гвардии Кавалергардском полку (1912—1914), протоиерей
- Русская императорская армия, Кавалергардский Ея Величества Государыни Марии Федоровны полк (1914—1918), протоиерей; полковой священник, благочинный 1-й кавалерийской дивизии.

После Октябрьской революции Щербаковский служил в Одессе. Здесь в 1918 году был арестован органами Одесской ЧК и осужден. Приговор — высшая мера наказания — расстрел, приведенный в исполнение в этом же году.
Стефан Щербаковский — прадед митрополита Петрозаводского и Карельского Константина (Горянова).

## Награды
- Орден Святого Георгия 4-й степени (27 ноября 1904 — за доблестный подвиг мужества и неустрашимости, совершенный в Тюренченском бою 18 апреля 1904 г. с японцами).
- Орден Святого Владимира 4-й степени с мечами (26.12.1904);
- Орден Святой Анны 2-й степени с мечами (15.6.1905);
- Золотой наперсный крест на Георгиевской ленте из Кабинета Е. И. В. (1906).
- Орден Святого Владимира 3-й степени с мечами (6.11.1914 — за бои 30 июля 1914 г. у деревни Ваббельн и 6 августа 1914 г. при деревне Каушен).

В 1914 году был представлен к ордену Св. Анны 1-й степени за участие в боях 24 сентября 1904 года, но представление было отклонено.